# Agrilus kostali
Agrilus kostali (лат.) — вид узкотелых жуков-златок.

## Распространение
Китай (Sichuan).

## Описание
Длина тела взрослых насекомых (имаго) 6,9 — 8,6 мм. Отличаются следующими признаками: предплечья нитевидные; надкрылья длинные, с более удлиненной вершинной третью; эдеагус более длинный и тонкий. Переднегрудь с воротничком. Боковой край переднеспинки цельный, гладкий. Глаза крупные, почти соприкасаются с переднеспинкой. Личинки развиваются, предположительно, на различных лиственных деревьях. Встречаются в июле на высотах 2500-4000 м. Видовая группа: Plagiatus. Близок к A. plagiatus Ganglbauer, 1889 и A. majzlani Jendek, 2007. Вид был впервые описан в 2007 году, а его валидный статус подтверждён в 2011 году в ходе ревизии, проведённой канадскими колеоптерологами Эдвардом Йендеком (Eduard Jendek) и Василием Гребенниковым (Оттава, Канада).